# Torneo de Marrakech 2024
El Grand Prix Hassan II 2024 será un torneo de tenis que perteneció a la ATP en la categoría de ATP Tour 250. Se disputó entre el 1 y el 7 de abril de 2024 sobre polvo de ladrillo en el Royal Tennis Club en Marrakech (Marruecos).

## Distribución de puntos
| Modalidad            | Campeón | Finalista | Semifinales | Cuartos de final | 2ª ronda | 1ª ronda | Clasificados | 2ª ronda de clasificación | 1ª ronda de clasificación |
| Individual masculino | 250     | 165       | 100         | 50               | 25       | 0        | 13           | 7                         | 0                         |
| Dobles masculino     | 250     | 150       | 90          | 45               | 20       | 0        | -            | -                         | -                         |

## Cabezas de serie

### Individuales masculino
| Tenista              | Ranking | Preclasificado |
| Laslo Djere          | 35      | 1              |
| Sebastian Ofner      | 40      | 2              |
| Daniel Evans         | 43      | 3              |
| Lorenzo Sonego       | 53      | 4              |
| Facundo Díaz Acosta  | 55      | 5              |
| Alexander Shevchenko | 58      | 6              |
| Mariano Navone       | 59      | 7              |
| Flavio Cobolli       | 63      | 8              |

- Ranking del 18 de marzo de 2024.[2]

### Dobles masculino
| Tenista                         | Ranking | Preclasificado |
| Robin Haase Andreas Mies        | 73      | 1              |
| Alexander Erler Lucas Miedler   | 88      | 2              |
| Nicolás Barrientos Rafael Matos | 93      | 3              |
| Harri Heliövaara Henry Patten   | 101     | 4              |

## Campeones

### Individual masculino
Matteo Berrettini venció a  Roberto Carballés por 7-5, 6-2

### Dobles masculino
Harri Heliövaara /  Henry Patten vencieron a  Alexander Erler /  Lucas Miedler por 3-6, 6-4, [10-4]